# シリアと北朝鮮の関係
シリアと北朝鮮の関係（シリアときたちょうせんのかんけい、朝鮮語: 수리야-조선민주주의인민공화국 관계、アラビア語: العلاقات السورية الكورية الشمالية）は、シリアと朝鮮民主主義人民共和国の関係を指す。両者の関係は、北朝鮮がシリアとイスラエルとの戦争でシリアに軍事援助を提供した1960年代以来、非常に強力で緊密な関係にあった。
両国は互いの首都に大使館を設置していたが、2024年12月にシリアでバアス党政権の崩壊により北朝鮮側の大使館が撤退したことや、その後のシリア暫定政府による大韓民国との外交関係樹立などにより、状況は変わりつつある。

## 歴史
北朝鮮は、寧辺郡に独自の原子炉の設計に基づいてシリアに原子炉を建設し、北朝鮮当局は定期的にその場所を訪れた。シリアの原子炉は2007年の空爆でイスラエルによって破壊された。米国は2000年にイラン、北朝鮮、シリア不拡散法に署名した。
2012年、北朝鮮の指導者である金正恩は、内戦の拡大に直面してシリアのアサド大統領を支持すると表明した。2015年9月、シリア政府は、金日成に敬意を表して名付けられたダマスカスの新しい公園の式典で金日成に敬意を表した。2016年には、朝鮮人民軍がシリア内戦でシリア政府を守るために戦っていたという報告があった。北朝鮮はまた、戦後の復興においてシリアを支援することに関心を示した。2018年、アサドは金正恩と会うために北朝鮮を訪問すると述べた。2018年に発表された国連の報告書は、北朝鮮がシリアの化学兵器開発を支援していたと主張している。
2024年12月8日、反政府勢力による攻勢が強まりアサド政権が崩壊すると現地の北朝鮮大使館関係者はロシアによる支援の下、ロシア、ベラルーシ、アブハジアの大使館関係者と共にシリアから撤収した。北朝鮮はアサド政権崩壊の3日前、国営メディアを通じて反政府勢力側を非難する立場を明らかにしていた。その後も北朝鮮とシリアの関係が徐々に悪化する中、2025年4月10日にはかつて敵対していた大韓民国（韓国）との外交関係を樹立したりと、現在ではシリアは公式に西側諸国との関係を強めている。

## 外交使節

### 駐朝シリア大使
- タンマーム・アフマド・スライマーン（2015年～、信任状捧呈は3月10日[14]）

### 駐シリア北朝鮮大使
- 朴宜春（パク・ウィチュン）
- 金衡俊（キム・ヒョンジュン）